# بيتر شفارتز
بيتر شفارتز (بالألمانية: Peter Schwarz)‏ هو لاعب كرة قدم ألماني في مركز الدفاع، ولد في 14 يونيو 1953 في Hochspeyer ‏ في ألمانيا. لعب مع نادي أوردينغن 05 ونادي كايزرسلاوترن.

## وصلات خارجية
- بيتر شفارتز على موقع قاعدة بيانات كرة القدم.إي يو (الإنجليزية)
- بيتر شفارتز على موقع بيانات كرة القدم. دي إي (الألمانية)